# Koninklijke Van der Most B.V.

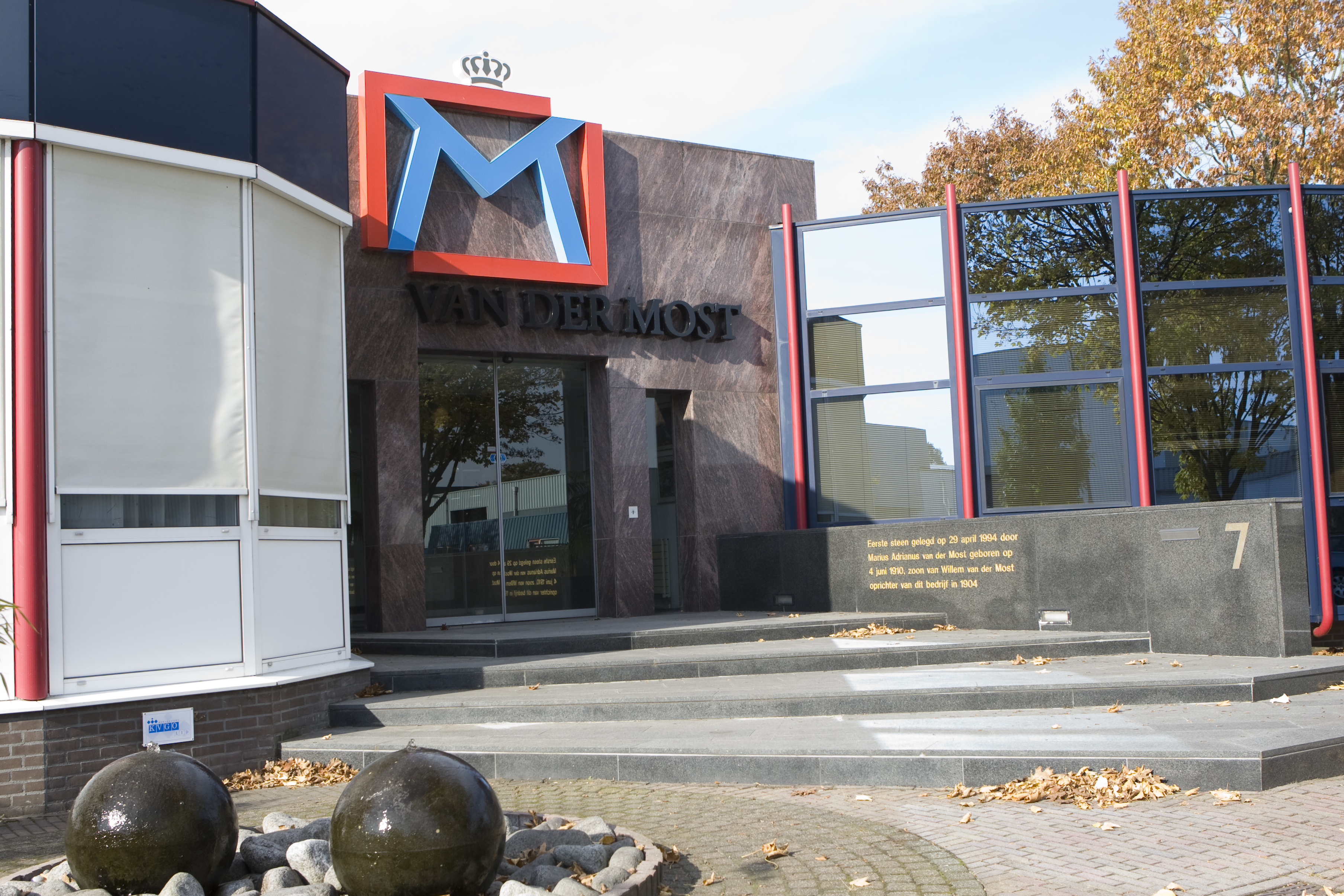
Bezoekersingang Koninklijke Van der Most B.V.

Koninklijke Van der Most B.V. is een familiebedrijf in Heerde dat enveloppen en drukwerk produceert. Het bedrijf is een van de toonaangevende bedrijven in grafisch Nederland en heeft ongeveer 200 medewerkers.

## Geschiedenis
Koninklijke Van der Most is producent en dienstverlener voor álle communicatie van hun opdrachtgevers. Dit betekent dat ze on- en offline communicatie van A tot Z faciliteren én de dienstverlening rondom deze producten verzorgen. Dit doen ze als partner tijdens het implementatieproces voor (nieuwe) huisstijlen, in het opzetten en uitvoeren van on- en offline campagnes, maar ook door het verzorgen van de inkoop, het voorraadbeheer en de logistieke afhandeling van producten.
Het bedrijf is groot geworden met de productie van enveloppen en zelfs in 2020 worden er in het Gelderse Heerde nog 1,5 miljard enveloppen per jaar gemaakt. In 2018 heeft het bedrijf het Limburgse Moduli Print overgenomen, waar jaarlijks 2 miljard formulieren en briefpapier worden gemaakt. Met deze overname heeft Van der Most haar positie in het buitenland versterkt.
Koninklijke Van der Most is al sinds 1904 een familiebedrijf en opgericht als handelsdrukkerij door Willem van der Most. In de beginjaren werden hier voornamelijk nota’s, briefpapier en uitnodigingen vervaardigd. Later kwamen daar de meelverpakkingen en kuikendozen bij. Na de oorlog is Van der Most enveloppen gaan maken, anno nu is het bedrijf met drie vestigingen en ruim 300 medewerkers behoorlijk uitgebreid. 
Het bedrijf is aangesloten bij het Koninklijk Verbond van Grafische Ondernemingen (KVGO). Koninklijke Van der Most is onder andere ISO 9001 en ISO 14001 en FSC gecertificeerd.

## Chronologisch overzicht
- 1904 Oprichting Handelsdrukkerij "Heerde" door Willem van der Most.
- 1906 Van der Most verhuist van de Eperweg naar de Bonenburgerlaan 44.
- 1946 Drie zonen van Willem van der Most nemen het bedrijf over.
- 1946 Oprichter Willem van der Most overlijdt op 15 oktober.
- 1956 27 september wordt de naamloze vennootschap "W. van der Most & Zonen N.V." opgericht
- 1971 Van der Most verhuist van de Bonenburgerlaan naar Europaweg 7.
- 1978 Naamloze Vennootschap wordt omgevormd tot de huidige Besloten Vennootschap.
- 1978 Wim van der Most neemt de dagelijkse leiding over van zijn vader en 2 ooms.
- 1988 Op 5 oktober brengt Prinses Margriet een bedrijfsbezoek aan Van der Most.
- 1995 Printshop Van der Most wordt aan de Bonenburgerlaan 7a geopend.
- 2001 Op 9 juni worden de bedrijfsruimten (Europaweg 7) en het distributiecentrum (Europaweg 6) door middel van brug met elkaar verbonden.
- 2004 Van der Most krijgt het predicaat Koninklijk toegekend en wordt Koninklijke Van der Most.
- 2018 Overname Moduli Print BV in Roermond waarmee Van der Most haar exportpositie vergroot

## Predicaat Koninklijk
Het honderdjarig bestaan van Van der Most is groots gevierd in september 2004. De letterlijke bekroning van de viering was de toekenning van het predicaat Koninklijk.

## Huidige directie
De huidige directie van Koninklijke Van der Most wordt gevormd door C.A. van der Most (derde generatie) en M.O. van der Most (vierde generatie).

## Vestiging
Koninklijke Van der Most B.V. is gevestigd aan de Europaweg 7 in Heerde. Op deze locatie bevinden zich de kantoren, enveloppenfabriek, nadrukkerij, drukkerij, afwerking en het magazijn voor halffabricaten. Op Europaweg 6 (overzijde van de weg) bevindt zich het distributiecentrum en de expeditie. Beide locaties zijn op 9 juni 2001 met elkaar verbonden door middel van een brug.

Koninklijke Van der Most
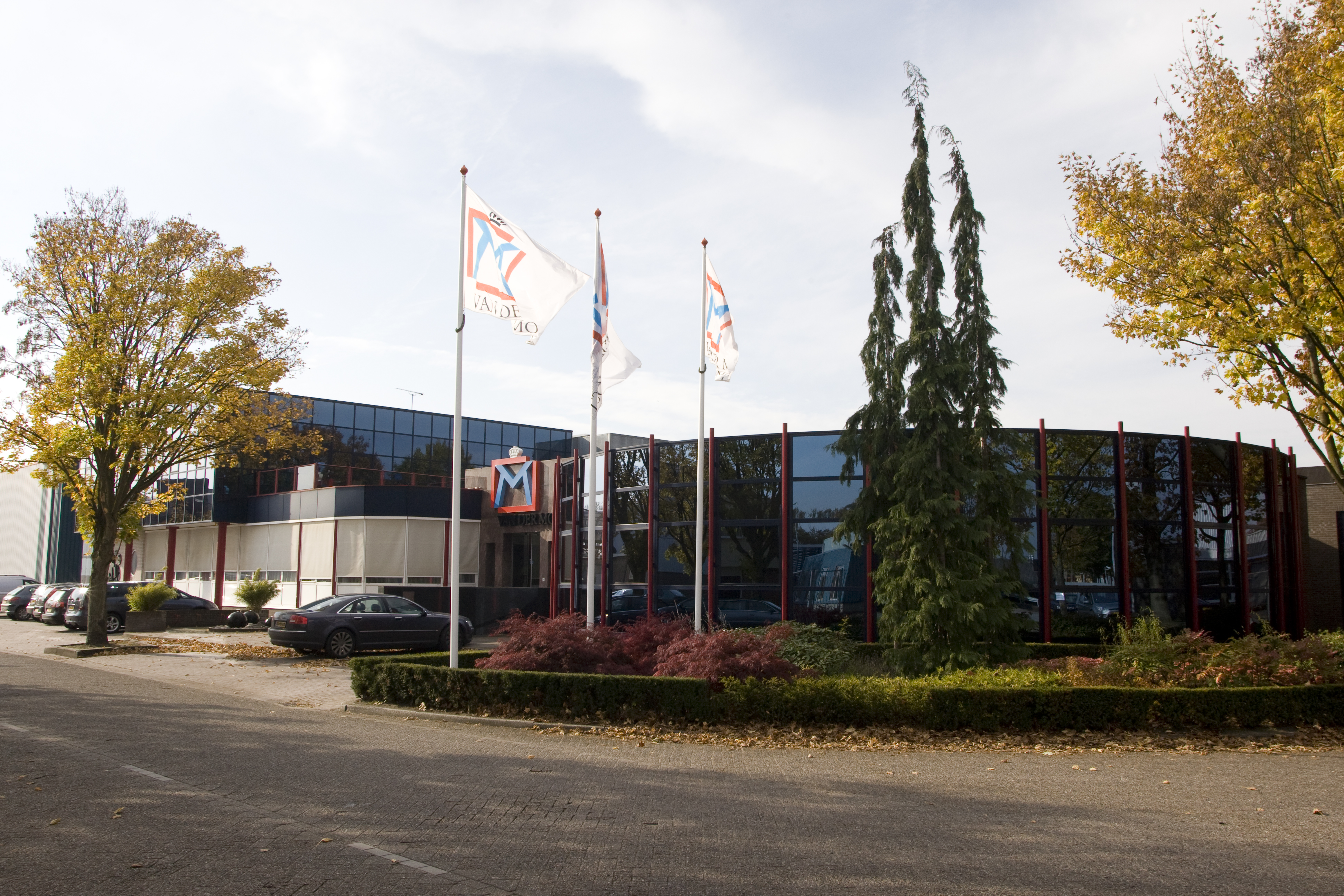
Koninklijke van der Most B.V. Europaweg 7, Heerde.
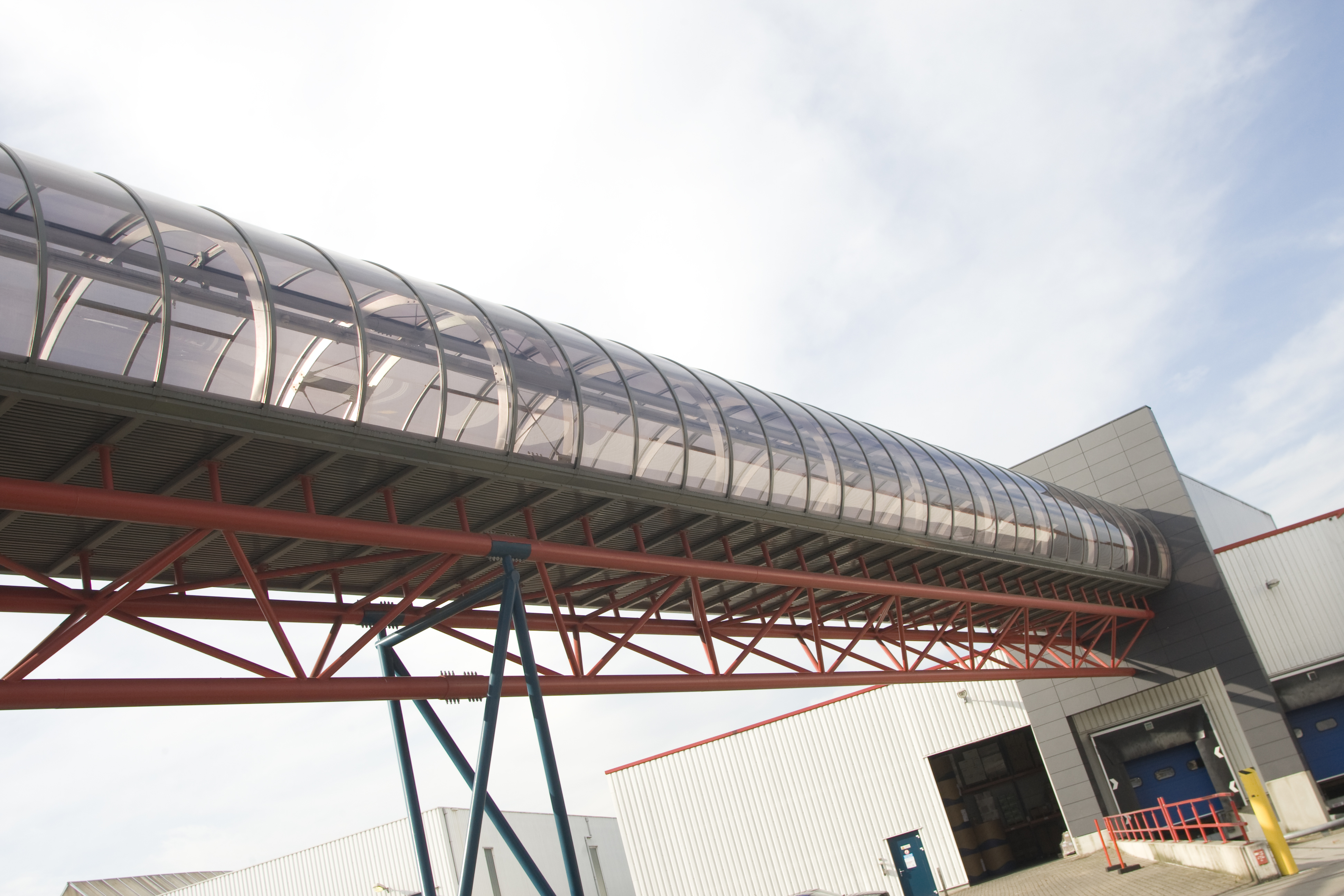
Productie-afdelingen zijn door middel van een brug verbonden met het distributiecentrum.
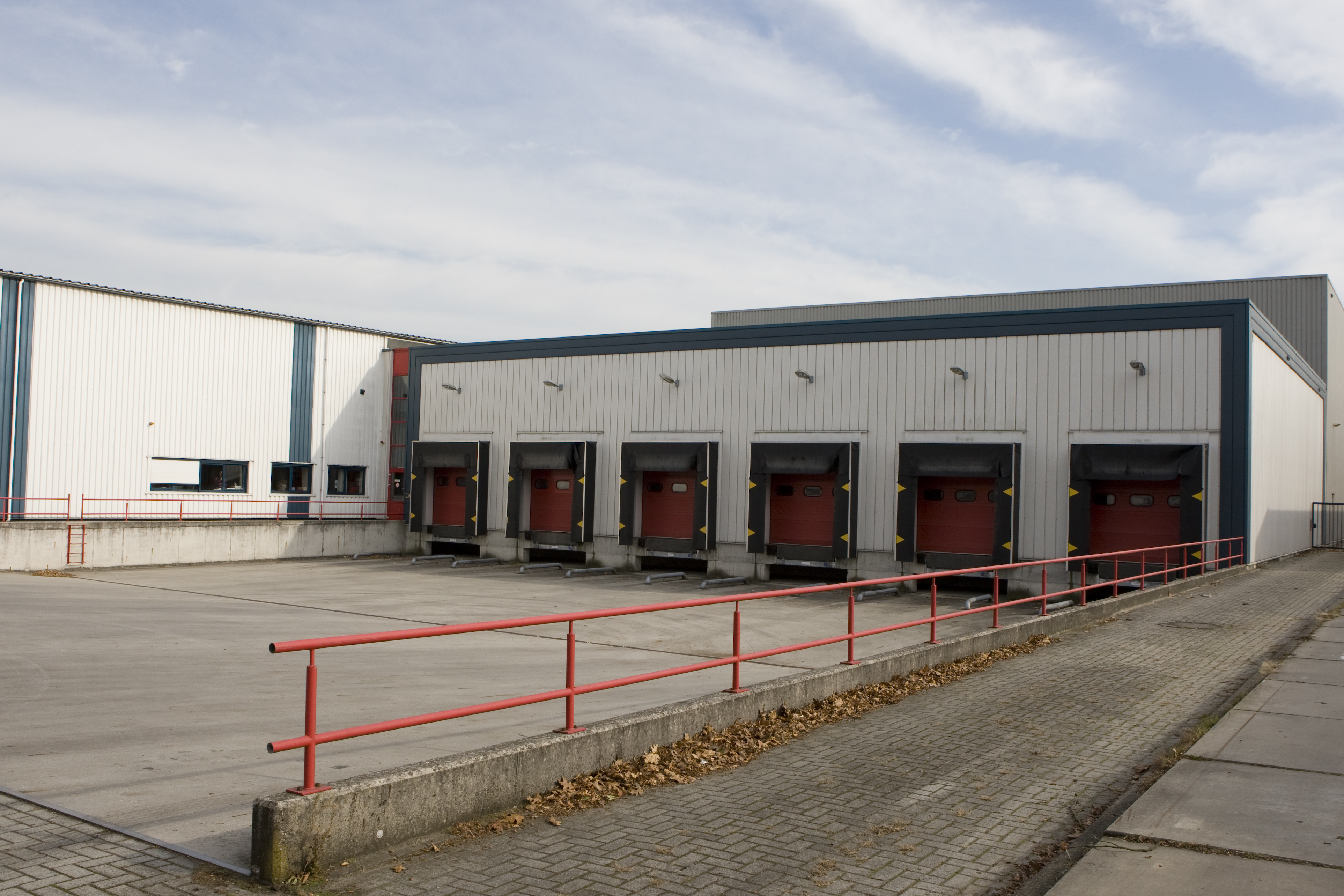
Laadput expeditie Koninklijke van der Most, Europaweg 6, Heerde.